# Ouirgane
Ouirgane (pronúncia: uirgane) é uma vila e comuna rural do sul de  Marrocos, que faz parte da província de Al Haouz e da região de Marraquexe-Safim (antes da reforma administrativa de 2015 fazia parte da antiga região de Marraquexe-Tensift-Al Haouz). Em 2004 tinha 6 916 habitantes.
É uma vila tipicamente berbere, situada no coração do Parque Nacional de Toubkal, no Alto Atlas, a cordilheira mais alta do Norte de África, num vale verdejante de paisagem praticamente alpina, à beira do uédi N'Fis e da barragem de Ouirgane, 60 km a sul de Marraquexe, 14 km a sudoeste de Asni, 35 km a leste de Amizmiz, 40 km a nordeste de Tinmel, 77 km a nordeste de Tizi N'Test e 162 km a nordeste de Tarudante (distâncias por estrada). A localidade é atravessada pela estrada que liga Marraquexe a Tarudante pela portela de Tizi N'Test, o passo de montanha mais alto de Marrocos (2 100 de altitude). A estrada é uma das mais impressionantes do país e segue o percurso do N'Fis.
A norte da vila estende-se o planalto calcário de Kik, uma área de paisagem árida de badlands, que se estende até My Brahim, paralelo ao lado ocidental da estrada para Marraquexe. O planalto e outras áreas do parque nacional são populares para os amantes de caminhadas, que constituem a maior parte dos turistas que usam Ouirgane como base. A vila é também conhecida pelo seu soco (mercado tradicional) semanal realizado nas quintas-feiras, onde a mercadoria mais emblemática é a cerâmica berbere local. Nas proximidades há também uma grande queda de água e algumas minas de sal. Outras atrações turística da área é o agadir (celeiro fortificado tradicional) de Tagadirt-n-Bour e algumas aldeias de montanha tipicamente berberes, como Tikhfist. Perto da aldeia de Anraz, a 2,5 km de Ouirgane, encontra-se o santuário judeu de Rabi Haim bem Divã.